# Periostitis
La periostitis és una lesió que es caracteritza per la inflamació dolorosa del periosti de la cara anterior de la cama.
La periostitis tibial es presenta amb dolor al terç inferior de la cama, però pot estendre's més amunt, quasi fins a arribar al genoll. La sensació de dolor és igual que la d'un hematoma, però no varia el color de la pell.
La periostitis tibial és la lesió més freqüent dels corredors, i normalment es deu, entre moltes altres coses, a trepitjar malament i a córrer molt intensa i freqüentment amb un calçat gastat (aprox. més de 800 km).
Normalment no es recomana parar de córrer per recuperar-se perquè, segons un dels Principis Weider, el cos s'adapta als estímuls d'estrès; si s'elimina aquest estímul la recuperació és més llarga. Per tant, es recomana, generalment, fer-ho amb poca intensitat i quantitat, i d'una manera específica i supervisada per un especialista (fisioterapeuta o quiromassatgista especialitzat).